# Direct Air Intake System
Het Direct Air Intake System (DAIS) is een stuwdrukinlaatsysteem van Suzuki Motorfietsen. Het werd voor het eerst toegepast op de Suzuki GSX-R 750.
Inlaatlucht werd vanaf gaten in de kuip door vrijwel rechte kanalen via het luchtfilter naar de carburateurs geleid. Vanaf 1988 werd het systeem in combinatie met slingshot carburateurs gebruikt en ging toen SCAI (Suzuki Condensed Air Intake) heten. Bij Yamaha heette het systeem AIS.